# Francis Newton
Francis Clement "Frank" Newton (3 de janeiro de 1874 — 3 de agosto de 1946) foi um golfista norte-americano que competiu no golfe nos Jogos Olímpicos de Verão de 1904, onde foi integrante da equipe norte-americana que conquistou medalha de prata. Newton foi o melhor jogador de sua equipe, juntamente com seu companheiro de equipe Henry Potter, que ficou em sexto na competição. Na competição individual, Newton ganhou a medalha de bronze após perder na semifinal.